# Схованки

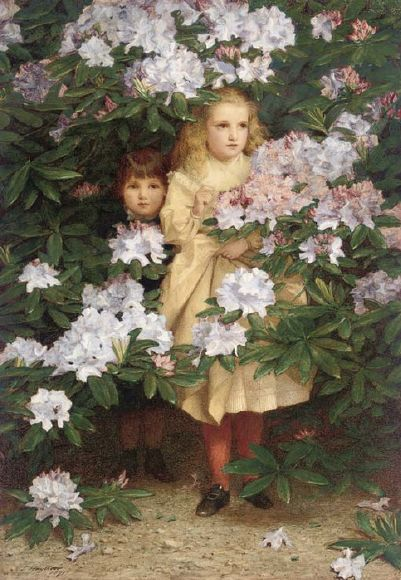
Джеймс Гейллар. Схованки (до 1920 р.)

Схо́ванки, хо́ванки — популярна дитяча гра, яка полягає у тім, що один з учасників шукає інших, які сховалися.

## Правила
На початку гри всі збираються разом, потім ведучий, вставши лицем до стіни, голосно лічить до 100 (або понад). Інші у цей час ховаються. Долічивши до 100, ведучий йде шукати тих, хто сховалися. Іноді перед цим потрібно було сказати «раз-два-три-чотири-п'ять, я йду [усіх вас] шукать». Побачивши того, хто сховався, він повинен першим добігти до місця, звідки він лічив, і торкнутися рукою стіни, вимовивши домовлені слова, що відрізняються в різних регіонах («чека», «пали-вири», «кули-кули», «туки-руки», «туки-туки за себе», «бали-бали за себе» (Росія, Московська область), «бан-барабан за себе», «стук-стук за себе», «пали-стукали», «тук-тук я», «тра-та-та за себе», «пек за себе»). Кожен, хто сховався, намагається першим зробити те ж саме. Наступним ведучим є той з тих, хто ховався, кого знайшли першим, а якщо не знайшли нікого — той же, що і минулого разу. Ховатися за спиною або поруч ведучого не можна.

## Інші варіанти

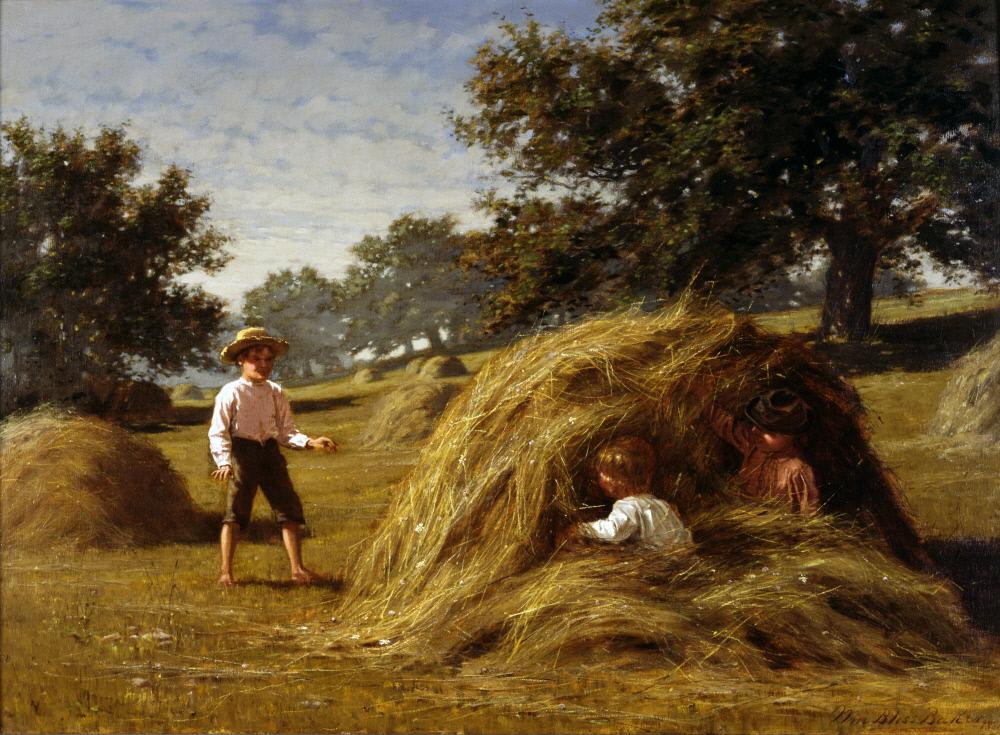
В. Б. Бейкер Схованки в Гейкоку (1881)

На заході України також поширений варіант гри, який називається «сардинки». У цьому варіанті ховається один, а шукають його всі інші. Той, хто знайде його першим, ховається разом з ним. Потім до них приєднується наступний, хто їх знайде, потім по черзі всі інші. Гра закінчується, коли останній гравець приєднується до інших. Він програє і зазвичай ховається наступним. У сардинки часто грають у темряві.